# E@I
 (octobre 2020).
 (octobre 2020).
E@I (espéranto : Edukado ĉe Interreto ou Éducation sur Internet, slovaque : Edukácia@Internet) est une organisation internationale de jeunes espérantophones à but non lucratif vouée à la compréhension interculturelle par le biais de la technologie informatique. E@I s'est formée en 1999 et s'est organisée en groupe de travail à l'occasion d'un séminaire éponyme en 2000 ; en 2003 elle devient une section spécialisée de TEJO et s'inscrit en 2005 comme association officielle en Slovaquie.
Les activités de E@I comprennent le développement de sites web éducatifs (comme lernu! ou Slovake.eu), l'organisation de séminaires (tels que SES, un cours d'espéranto d'été) et informer de l'utilisation du web pour les communications internationales. Une section du groupe est spécialement consacrée à Wikipédia.
Plusieurs projets de l'organisation ont été financés par le programme Jeunesse en Action de la Commission européenne, par l'Agence exécutive Éducation, audiovisuel et culture de l'Union Européenne et par l'Esperantic Studies Foundation basée à Vancouver.

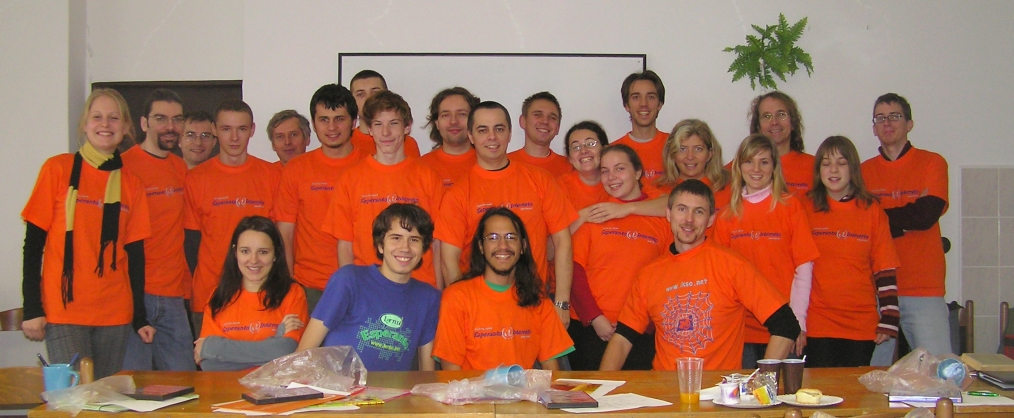
8e édition du séminaire E@I à Brno en 2006.

## Buts
La vision d’E@I est un monde pacifique et harmonieux où tout le monde peut se comprendre clairement et rapidement. Les principaux buts de l’association sont :
- encourager l'usage de l'éducation interculturelle et de la communication internationale ;
- soutenir l'éducation de technologies d'Internet et de langues ;
- aider à valider la charte des Nations unies et de la Déclaration universelle des droits de l'homme.

E@I soutient des projets qui encouragent la collaboration internationale. E@I organise également des rencontres culturelles qui partagent ses buts et informent les participants de l'importance et de l'utilité de la communication internationale sans barrière.
L'une des activités les plus importantes d'E@I est l'organisation de séminaires. Pendant ces séminaires, les participants travaillent pour la collaboration sur Internet et les participants qui ont déjà une certaine connaissance forment les novices aux technologies d’Internet. Ces séminaires apportent souvent de nouvelles idées et de nouveaux membres à E@I.

## Origine du nom
La lettre E indique que l'organisation s'occupe d'éducation (edukado). Cette lettre peut aussi représenter : Efikeco (efficacité), Esperanto, Evoluo (évolution), Eŭropo (Europe).
La lettre I indique que l'organisation s'occupe d'Internet (Interreto). Cette lettre peut aussi représente : Interkulturo (interculture), Informo (information), Ideo (idée), Inspiro (inspiration).
Le signe @ indique l'effet de la synergie entre ces deux concepts nécessaire pour atteindre les buts de l'organisation (une communication internationale rapide).
L’abréviation est souvent développée en Edukado@Interreto (Éducation@Internet) ou Esperanto@Interreto (Esperanto@Internet), mais à cause des définitions différentes des lettres E et I, l'organisation est enregistrée sous le sigle « E@I ».

## Activités
L'organisation de rencontres éducatives est une partie importante de l'activité de E@I depuis sa création. L'organisation elle-même a été créée pendant une rencontre en 2000 intitulée « Esperanto@Interreto ».

### Séminaires
Principalement dans les premières années de son existence, des séminaires au sujet de l'éducation et d'Internet étaient très importants pour le développement de l'organisation.
Voici une liste de chaque séminaire qui a été organisé par E@I :
- E@I-2000 - Esperanto@Interreto -- Stockholm (Suède) -- 16 - 22 avril, 2000 )[1],[2]
- E@I-2001 - Rete Kunlabori -- Uppsala (Suède) -- 27 octobre - 4 novembre, 2001[3]
- E@I-2002 - Rete Lingvumi -- Čačak (Yougoslavie) -- 28 avril - 5 mai, 2002[4]
- E@I-4 - Rete Informadi -- Lesjöfors (Suède) -- 26 octobre - 3 novembre, 2002[5]
- E@I-5 - Rete Lerni -- Boston (États-Unis) -- 19 - 26 avril, 2003 (Massachusetts Institute of Technology)[6],[7]
- E@I-6 - Rete Interkulturumi - Sarajevo (Bosnie-Herzégovine) -- 21 - 27 mars, 2004[8]
- E@I-7 - Ni sciigu aliajn pri ni -- Partizánske (Slovaquie) - 4 - 11 juin, 2005[9]
- E@I-8 Lingvoj en interreto -- Brno (République tchèque) -- 4 - 12 novembre, 2006

### SES
Depuis 2007 E@I organise un cours d'espéranto d'été chaque année en Slovaquie. En 2007, il avait été nommé Slava Esperanto-Studado (« études d'espéranto slaves »), mais par la suite il a été renommé en Somera Esperanto-Studado (« études d'espéranto d'été »).

### KAEST
KAEST signifie conférence pour l'application de l'espéranto en sciences et technologie (eo) (Konferenco pri Aplikoj de Esperanto en Scienco kaj Tekniko).

## Projets

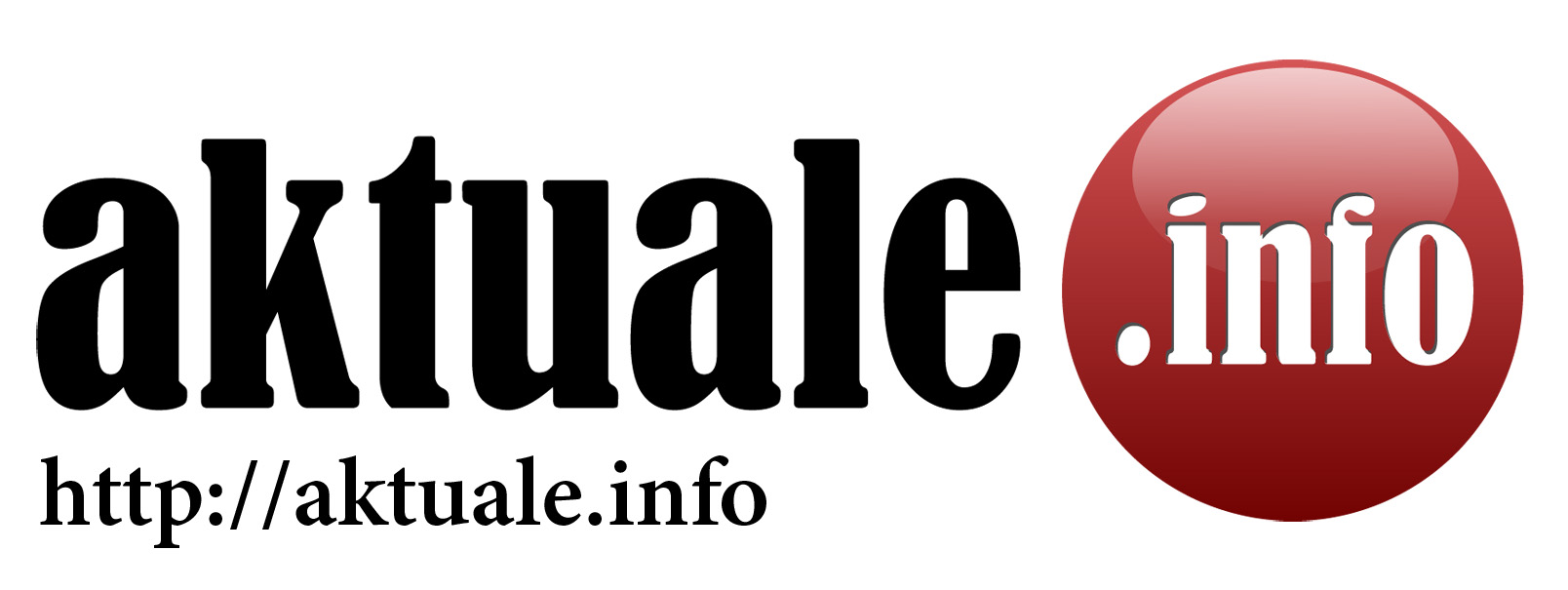

E@I a créé et maintient plusieurs sites Internet qui ont un lien avec l'éducation sur Internet ou avec l'espéranto ou les langues en général.

### lernu!

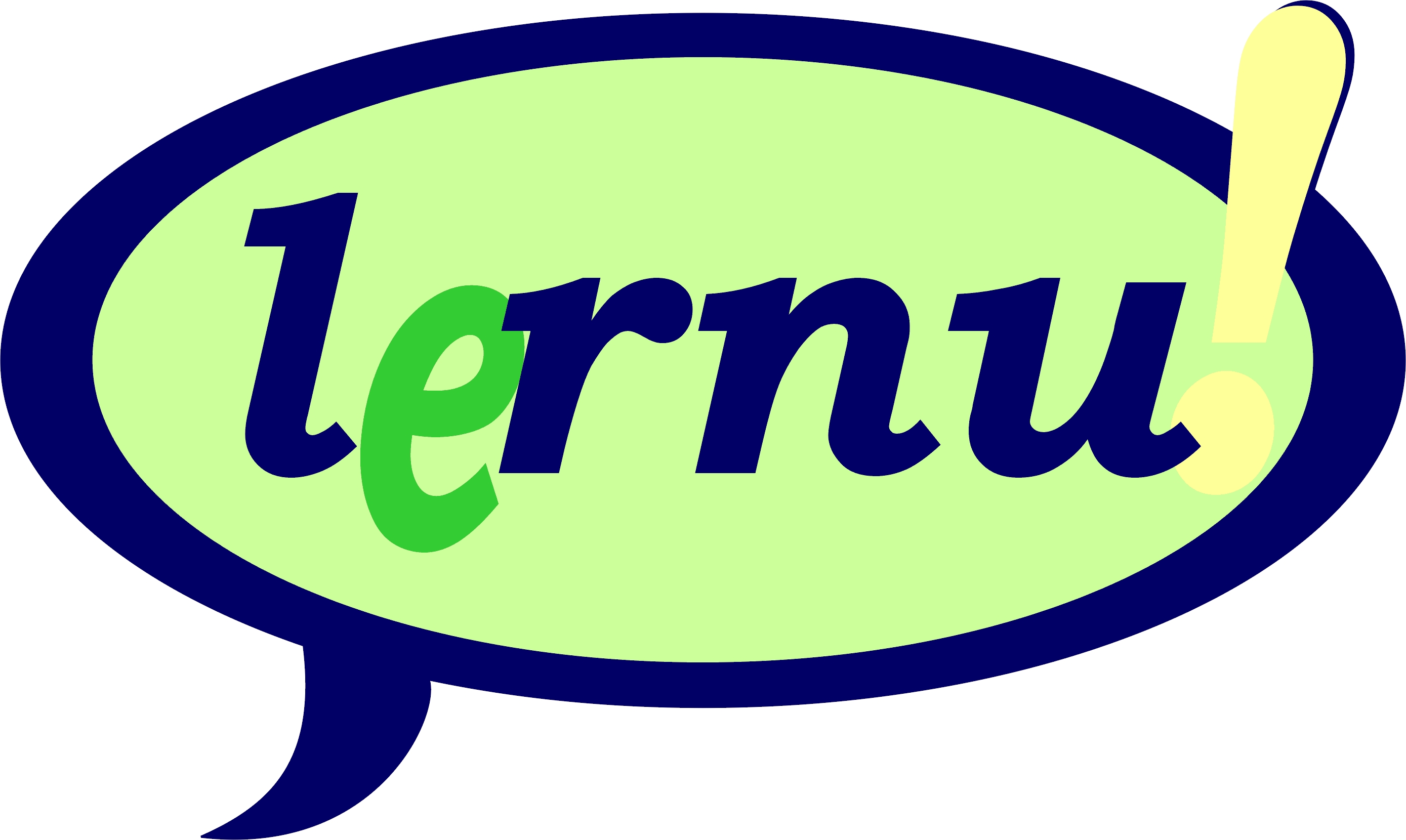

lernu! est un site multilingue permettant d’apprendre l’espéranto. En plus des cours de différents niveaux on trouvera ici entre autres des dictionnaires, une présentation de la grammaire, des histoires illustrées et lues à haute voix, des présentations de l’espéranto, une messagerie instantanée, etc.

### Slovake.eu

Slovake.eu est un site Internet multilingue pour enseigner la langue slovaque aux étrangers. Le projet est soutenu par l’agence de l’Union européenne EACEA (programme « Apprentissage pendant toute la vie ») et est ouvert depuis 2011. Le site est construit sur la base des expériences de lernu! et d’autres projets en ligne. 6 partenaires de 5 pays participent à ce projet ; il a été traduit en plusieurs langues, dont le français et l’espéranto.

### Komputeko

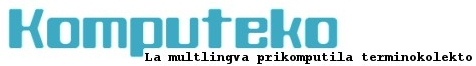

Un portail sur les termes informatiques couvrant autant de langues que possible, dans le but d'inciter au bon usage des termes et pour favoriser l'utilisation de mots propres à chaque langue plutôt que le recours à des termes anglophones (par ailleurs souvent employés de manière erronée).

### Plena Ilustrita Vortaroen ligne
Version Internet du Plena Ilustrita Vortaro (ou PIV), le plus important dictionnaire unilingue en espéranto. Ce projet a été réalisé avec la coopération de SAT, qui publie le PIV et qui est le détenteur de ses droits d'auteur, ainsi qu'avec l'aide de dons d'associations d'espéranto, de clubs d'espéranto et d'espérantistes individuels.

### Deutsch.info

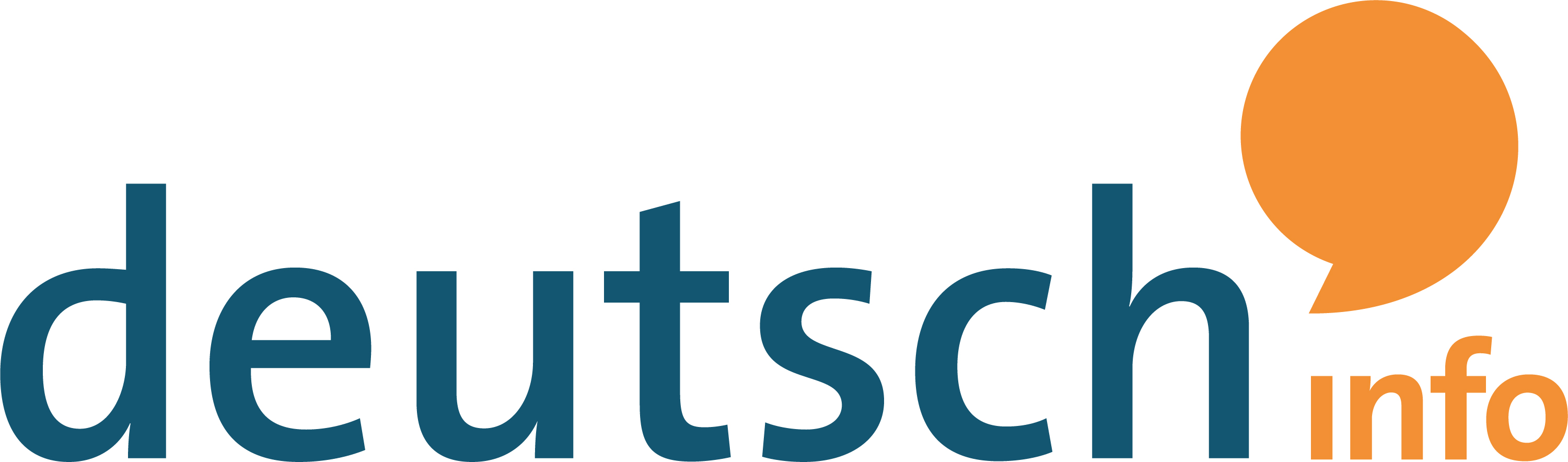

Il s’agit d’un site multilingue destiné à l’apprentissage de l’allemand, financé par le programme Socrates (2011 à 2013) puis Erasmus+ (2014 à 2017). Réalisé en collaboration avec plusieurs partenaires de différents pays européens, le site comporte des cours de niveaux A1 à B1 ainsi que des informations pratiques pour immigrer et vivre en Allemagne et en Autriche. Il est disponible en 19 langues et reçoit plus de 250 000 visiteurs par mois (mai 2016),.